# بند قیدی
بندهای قیدی یکی از انواع بندهای پیرو در زبان هستند. دو نوع دیگر، بندهای موصولی و متممی هستند.
بندهای قیدی ازجمله بندهای پیرویی هستند که در جملات مرکب ظاهر می‌شوند و توصیفگر بند پایه‌اند. این بندها با کلمات ربطی مانند «زیرا، وقتی‌که، تا، که، چون، اگر، درنتیجه» و نظایر آن به‌کار می‌روند و بیانگر ارتباط زمانی، علّی، شرطی و نظایر آن میان دو فعل (یا دو بند) هستند؛ مانند مثال‌های زیر:
الف. [قبل از اینکه بری] در رو قفل کن.
ب. [چون راستش رو گفتی] می‌بخشمت.
بندهای قیدی افزوده‌هایی هستند که به عنوان توصیفگرهای قیدی یا قید جمله عمل می‌کنند و از آنجا که افزوده‌ها اجباری نیستند بنابراین می‌توانند حذف شوند.
زبان‌های مختلف با استفاده از سه شیوه می‌توانند بندهای قیدی را نشان دهند: تکواژهای پیروساز، صورت‌های فعلی خاص، و توالی کلمات. زبان فارسی از شیوه نخست بهره می‌برد.
در زبان فارسی بندهای قیدی در دو جایگاه آغازی و پایانی واقع می‌شوند. مثال:
آغازی: [اگر باران بیاید] می‌رویم.
پایانی: در را قفل کن [پیش از این‌که بروی]
اما گرایش غالب بندهای قیدی فارسی به قرار گرفتن در جایگاه آغازی است.